# Egnasia obscurata
Egnasia obscurata là một loài bướm đêm trong họ Noctuidae.